# Arrondissement Saint-Flour
Saint-Flour is een arrondissement van het Franse departement Cantal in de regio Auvergne-Rhône-Alpes. De onderprefectuur is Saint-Flour.

## Kantons
Het arrondissement was tot 2014 samengesteld uit de volgende kantons:
- Kanton Allanche
- Kanton Chaudes-Aigues
- Kanton Condat
- Kanton Massiac
- Kanton Murat
- Kanton Pierrefort
- Kanton Ruynes-en-Margeride
- Kanton Saint-Flour-Nord
- Kanton Saint-Flour-Sud

Na de herindeling van de kantons bij decreet van 13 februari 2014, met uitwerking op 22 maart 2015, zijn dat de volgende:
- Kanton Murat
- Kanton Neuvéglise-sur-Truyère
- Kanton Riom-ès-Montagnes (deel 9/23)
- Kanton Saint-Flour-1
- Kanton Saint-Flour-2